# كولين شانون
كولين شانون (بالإنجليزية: Colleen Shannon)‏ هي عارضة وممثلة أمريكية، ولدت في 14 أبريل 1978 في أركنساس في الولايات المتحدة.

## وصلات خارجية
- الموقع الرسمي
- كولين شانون على موقع IMDb (الإنجليزية)
- كولين شانون على موقع قاعدة بيانات الفيلم (الإنجليزية)